# ژیچا (کرایوو)
ژیچا (به صربی: Žiča) یک منطقهٔ مسکونی در صربستان است که در کرالیفو واقع شده‌است.